# Union (Yes-album)
Az Union a Yes által kiadott tizenharmadik nagylemez, mely 1991-ben jelent meg az Aresta Records kiadónál.
A lemez neve is mutatja, hogy egyesültek a tagok azt követően, hogy Chris Squire kilépett az együttesből, a maradék zenész pedig Anderson Bruford Wakeman Howe néven játszott. Érdekesség, hogy nemcsak ők öten szerepeltek a lemezen, hanem Alan White is dobolt, Tony Kaye is zongorázott, illetve Trevor Rabin is gitározott. Rajtuk kívül még seregnyi közreműködő zenész is játszott az albumon.
Ennek ellenére kiváló, a kritikusok által megéljenzett zenei remekmű született a progresszív rock nagymestereitől.

## Zenészek
- Jon Anderson – ének
- Chris Squire – basszusgitár
- Trevor Rabin – gitár
- Steve Howe – gitár
- Tony Kaye – billentyűs hangszerek
- Rick Wakeman – billentyűs hangszerek
- Alan White – dob
- Bill Bruford – dob

## Számok listája
1. I Would Have Waited Forever – 6:32
2. Shock to the System – 5:09
3. Masquerade – 2:17
4. Lift Me Up – 6:30
5. Without Hope You Cannot Start the Day – 5:18
6. Saving My Heart – 4:41
7. Miracle of Life – 7:30
8. Silent Talking – 4:00
9. The More We Live—Let Go – 4:51
10. Angkor Wat – 5:23
11. Dangerous (Look In The Light Of What You're Searching For) – 3:36
12. Holding On – 5:24
13. Evensong – 0:52
14. Take the Water to the Mountain – 3:10